# Campeonato Asiático de Atletismo de 2017 - Salto com vara feminino
A prova do salto com vara feminino do Campeonato Asiático de Atletismo de 2017 foi disputada no dia 9 de julho de 2017 no Kalinga Stadium em Bhubaneswar, na Índia. 

## Recordes
Antes desta competição, os recordes mundiais e do campeonato nesta prova eram os seguintes:
|                       | Nome              | Nacionalidade | Altura  | Local   | Data                 |
| --------------------- | ----------------- | ------------- | ------- | ------- | -------------------- |
| Recorde mundial       | Yelena Isinbayeva | Rússia        | 5m 06cm | Zurique | 28 de agosto de 2009 |
| Recorde do campeonato | Li Ling           | China         | 4m 66cm | Wuhan   | 6 de julho de 2015   |
| Recorde asiático      | Li Ling           | China         | 4m 66cm | Wuhan   | 6 de julho de 2015   |

## Medalhistas
| Ouro                | Prata         | Bronze                       |
| Chen Qiaoling (CHN) | Li Ling (CHN) | Chayanisa Chomchuendee (THA) |

## Resultado final
| Posição           | Atleta                 | Nacionalidade | 3.55 | 3.70 | 3.85 | 4.00 | 4.10 | 4.20 | 4.30 | 4.40 | 4.50 | Resultados | Notas |
| ----------------- | ---------------------- | ------------- | ---- | ---- | ---- | ---- | ---- | ---- | ---- | ---- | ---- | ---------- | ----- |
| Medalha de ouro   | Chen Qiaoling          | China         | –    | –    | –    | xo   | o    | –    | –    | o    | xxx  | 4.40       |       |
| Medalha de prata  | Li Ling                | China         | –    | –    | –    | –    | –    | o    | –    | x–   | xx   | 4.20       |       |
| Medalha de bronze | Chayanisa Chomchuendee | Tailândia     | o    | o    | o    | o    | xo   | xxx  |      |      |      | 4.10       |       |
| 4                 | Kanae Tatsuta          | Japão         | –    | o    | o    | o    | xxx  |      |      |      |      | 4.00       |       |
| 5                 | Tomomi Abiko           | Japão         | –    | –    | –    | xxx  |      |      |      |      |      | NM         |       |
| 5                 | K.M. Sangeeta          | Índia         |      |      |      |      |      |      |      |      |      | NM         |       |

Legenda
| Recorde mundial       | Recorde mundial (World record)               |                       | Recorde africano                      | Recorde africano (African) |                                           | Q | Classificado por posição (Qualified) |
| Recorde do campeonato | Recorde do campeonato (Championship record)  | Recorde da América    | Recorde da América (Americas)         | q                          | Classificado por melhor tempo (Qualified) |   |                                      |
| Melhor marca do ano   | Melhor marca do ano (World leading)          | Recorde asiático      | Recorde asiático (Asian)              | DNS                        | Não largou (Did not start)                |   |                                      |
| Recorde nacional      | Recorde nacional (National record)           | Recorde europeu       | Recorde europeu (European)            | DNF                        | Não terminou (Did not finish)             |   |                                      |
| Recorde pessoal       | Recorde pessoal do atleta (Personal best)    | Recorde da Oceania    | Recorde da Oceania (Oceania)          | DSQ / DQ                   | Desclassificado (Disqualified)            |   |                                      |
| Recorde da temporada  | Recorde da temporada do atleta (Season best) | Recorde sul-americano | Recorde sul-americano (South America) | NM                         | Sem marca (No mark)                       |   |                                      |